# باران فولادی
باران فولادی (انگلیسی: Steel Rain) یک فیلم اکشن دلهره‌آور محصول سال ۲۰۱۷ کره جنوبی بر پایه وب‌تونی با همین نام است. در این فیلم جونگ وو سونگ و کواک دو وون ایفای نقش کردند. این فیلم در ۱۴ دسامبر ۲۰۱۷ در کره جنوبی اکران شد و سپس به صورت جهانی در ۱۴ مارس ۲۰۱۸ از طریق نتفلیکس منتشر شد.